# Jacques Mahéas
Jacques Mahéas, né le 10 juillet 1939 à Ivry-sur-Seine et mort le 20 août 2022 à Nice, est un homme politique français, ancien membre du Parti socialiste.

## Biographie

### Carrière politique
Retraité[Quand ?] de l'Éducation nationale, Jacques Mahéas est député de la Seine-Saint-Denis de 1981 à 1993. Il est élu sénateur du département le 24 septembre 1995, puis réélu le 26 septembre 2004.
Au niveau local, il est également conseiller général de la Seine-Saint-Denis de 1976 à 1982 et maire de Neuilly-sur-Marne de 1977 à 2020 (en mars 2008, la liste qu'il conduit aux municipales l'emporte dès le premier tour ; en 2014, il est réélu dès le premier tour avec 64,98 % des voix.).
Il est élu vice-président du Syndicat des eaux d'Île-de-France en mai 2008. Prônant un retour en gestion directe publique, il défend ce choix contre André Santini.
En avril 2011, Benoît Hamon et Gaëlle Lenfant ont demandé à Martine Aubry que Jacques Mahéas soit exclu du parti. Le 8 juillet 2011, pendant son audition par la commission des conflits du PS, il démissionne du parti dont il était membre depuis 1974. Il ne se représente pas aux élections sénatoriales de septembre 2011. Il est membre honoraire du parlement.
Jacques Mahéas soutient François Hollande en vue de la primaire présidentielle socialiste de 2011. Il parraine Emmanuel Macron pour l'élection présidentielle de 2017.
Lors des élections municipales de 2020, il ne se représente pas en tant que tête de liste mais en 17e position sur la liste « Un élan renouvelé pour Neuilly-sur-Marne » menée par Yannick Trigance, son ancien directeur de cabinet, qui obtient un score de 49,96 % au second tour. Le 5 juillet 2020, Zartoshte Bakhtiari conquiert la mairie de Neuilly-sur-Marne et prend la succession de Jacques Mahéas après quarante-trois ans de mandats continus.
Thomas Portes annonce, le 20 août 2022 sur son compte Twitter, la mort de Jacques Mahéas,.

### Condamnation
À la suite de faits survenus en 2002, deux employées de la mairie de Neuilly-sur-Marne portent plainte en 2004 contre lui pour attouchements et baisers forcés. L'une d'entre elles retire sa plainte ; l'autre maintient ses accusations. Jacques Mahéas est condamné à quatre mois de prison avec sursis et à des dommages et intérêts de 35 000 euros, mais fait appel,. En juillet 2009, la cour d'appel de Paris, transforme cette peine en amende de 10 000 euros, tout en maintenant les dommages et intérêts de 35 000 euros,. En 2010, la Cour de cassation a rejeté le pourvoi formé par Jacques Mahéas, rendant ainsi définitive sa condamnation en appel.

## Mandats antérieurs
- Mandat national :
  - Député de la Seine-Saint-Denis (1981-1993)
  - Sénateur de la Seine-Saint-Denis (septembre 1995-septembre 2011)
- Mandat local :
  - Maire de Neuilly-sur-Marne (1977-2020)
  - Conseiller général de la Seine-Saint-Denis (1976-1982)
  - Conseiller régional d’Ile-de-France (1986-1988)